# Théâtre gallo-romain de Canouville
Vous lisez un « bon article » labellisé en 2024.
Le théâtre gallo-romain de Canouville est un édifice de spectacles antique disparu situé dans l'actuelle commune de Canouville, dans le département de la Seine-Maritime, en Normandie (France).
L'édifice antique est connu par des fouilles archéologiques de sauvetage réalisées à la fin des années 1970, préalablement à la construction d'un lotissement. Alors que les archéologues s'attendent à retrouver des éléments médiévaux comme le rapporte une tradition locale, ils dégagent en partie un édifice daté du Haut-Empire romain.
L'édifice révèle quelques éléments de son histoire, bien que fouillé très incomplètement. Le plan correspond au type des théâtres gallo-romains ruraux que l'on rencontre fréquemment en Gaule romaine, avec peu de spécificités.
Le théâtre est par ailleurs retrouvé dans une commune qui a déjà livré des éléments antiques dès le XIXe siècle. La durée d'utilisation de l'édifice de spectacles est très faible, environ un demi-siècle, l'édifice construit vers le milieu du IIe siècle étant détruit dès la fin du IIe ou le début du IIIe siècle. 

## Localisation

### Localisation actuelle
La commune de Canouville est située entre Fécamp et Saint-Valery-en-Caux.

### Localisation durant l'Antiquité: partie du territoire des Calètes

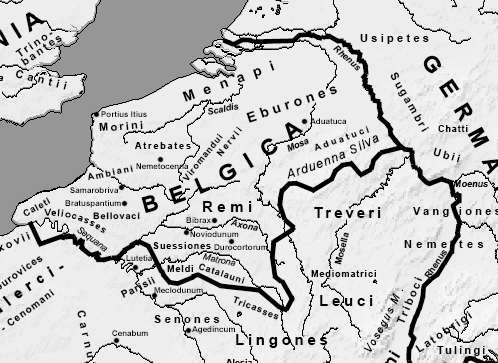
Le territoire calète à l’extrême sud-ouest de la Gaule belgique en 58 av. J.-C.

Les territoires des cités du Haut-Empire respectent les limites antérieures, les Calètes sont rattachés à la Lyonnaise.
Le site appartient à l'époque romaine à un conciliabulum du peuple des Calètes. Les conciliabula comportent des complexes monumentaux avec théâtres, thermes et sanctuaires.
Les Calètes (Κάλετοι chez Strabon) sont un peuple de la Gaule belgique qui demeure dans les actuels pays de Caux, auquel ils ont donné leur nom, et pays de Bray. Le chef-lieu est Juliobona, « principal port de l'embouchure de la Seine », vaste de 23 hectares, dans lequel sont découverts un théâtre, un aqueduc, des thermes, des habitats et deux nécropoles. La Seine est considérée comme un axe majeur par Strabon, en particulier pour les échanges commerciaux entre nord et sud.
Les Calètes possèdent outre leur chef-lieu au moins cinq autres villes à l'époque gallo-romaine. L'oppidum du Calidu à Caudebec-en-Caux est la principale place-forte des Calètes à l'époque protohistorique. Sept autres agglomérations sont soupçonnées au début des années 2020.
Les cités gallo-romaines sont dues à des déplacements d'anciennes agglomérations,. Les agglomérations liées aux trajets journaliers correspondent peut-être à une réorganisation augustéenne décidée entre 15 et 12 av. J.-C. et pour lesquels les travaux débutent vers 10 av. J.-C.. Les agglomérations se développent au Haut-Empire et les premières constructions monumentales sont des sanctuaires, suivis dans la seconde moitié du Ier siècle par des édifices de spectacles. La construction de thermes complète la parure monumentale au cours du IIe siècle. La fin de ce siècle voit l'extension maximale des cités. Au IIIe siècle, des incendies ravagent les cités antiques et la superficie des villes se réduit à l'intérieur d'enceintes érigées à la fin du IIIe et au début du IVe siècle.
La campagne environnante est quant à elle « faiblement occupée ». Aucune voie antique n'y est attestée. Les voies antiques sont moins documentées au nord de la Seine que pour le reste de l'ancienne Haute-Normandie. Seule la route de Fécamp située à 1 km possède une réputation d'ancienneté.

## Histoire

### Histoire ancienne du site

Cités et capitales des cités de l'actuelle Normandie au Haut-Empire romain.

Les fouilles permettent de découvrir deux tessons datés de la période de La Tène.
Canouville est un site de rassemblement de population et nécessite des « moyens d'accès à assez longue distance » ; or, aucune voie n'y a été identifiée. Un axe Lillebonne-Fauville-en-Caux-Ourville-en-Caux est identifié, situé à 8 km de Canouville. Le secteur devait être assez occupé et irrigué d'axes de communication pour permettre d'envisager la création d'un théâtre. Une route devait relier Pavilly à Doudeville, peut-être prolongée jusqu'à Cany-Barville et Canouville. Les informations sont qualifiées de « lacunaires » en 1998.
Sur les 30 civitates de Gaule lyonnaise seulement 20 ont possédé un édifice de spectacle. Des zones rurales étudiées possèdent un habitat dispersé ou groupé.
Les fouilles permettent de retrouver des monnaies datées des règnes de Domitien et d'Hadrien. Le site de la commune est occupé du règne de Claude au IVe siècle, avec « une lacune au IIIe siècle ». Une nécropole est située à 300 m du théâtre et un habitat s'étend sur au moins 1 500 m, sur une orientation nord-sud.
Le théâtre est construit sur un sol surélevé par l'ajout de terre. Le théâtre en pierres a peut-être succédé à un édifice en bois et en terre. Les théâtres construits en Gaule lyonnaise sont adaptés « aux besoins et aux possibilités financières locales des populations ». L'édifice est occupé au maximum une cinquantaine d'années.
L'édifice est daté du milieu du IIe siècle et construit en une seule campagne selon Michel Mangard,. La datation est issue de la découverte d'un as de Domitien et d'un tesson de céramique. D'autres céramiques plus anciennes sont découvertes mais très usées donc perdues dans la seconde moitié du IIe siècle. Le fouilleur date la période de construction entre 150 et 180. Le site est lié à l'oppidum de Veulettes-sur-Mer, situé à 5 km, au vicus de Cany-Barville.
La destruction est datée de la fin du IIe ou du début du IIIe siècle après une « très courte » utilisation. Cette destruction est peut-être liée aux troubles consécutifs à la charnière des règnes de Commode et Septime Sévère. Deux villæ situées à Colleville sont détruites au même moment, à 12 km de Canouville. Les théâtres ruraux de Gaule sont presque tous détruits lors de la crise du IIIe siècle, la destruction de l'édifice public ne peut être imputée à un accident.
Le site de la commune est occupé après la destruction du théâtre. L'édifice est par la suite pillé pour récupérer les matériaux, les fondations de l'enceinte disparaissant et ne perdurant que sous forme de « négatif ». L'édifice n'a jamais été reconstruit. Le site du monument n'est pas réoccupé. Le territoire des Calètes connaît un redécoupage administratif au début du IVe siècle, étant regroupé avec celui des Véliocasses. Le territoire a peut-être souffert, outre les problématiques politiques, d'épisodes pluvieux comme cela a pu être constaté sur le site de Bois l'Abbé.
Un vase mérovingien daté du VIe siècle est retrouvé dans une couche de démolition. Deux sépultures mérovingiennes avec mobilier et armes sont retrouvées sur la commune en 1966. La paroisse est peut-être établie dès l'époque des Francs. Le site est occupé par des labours au moment des fouilles, qui adoucissent la pente de l'édifice.

### Redécouverte du site

Le théâtre antique reporté sur un plan moderne.

Le territoire calète, en particulier le secteur ouest, est mal connu par les sources, surtout à l'époque tardive. De nombreux vestiges romains sont découverts sur le site de la commune en particulier en 1848. Une nécropole est retrouvée dans les années 1910, dont le matériel est daté du IIe siècle.
Le théâtre est redécouvert en janvier 1977 à la suite d'un projet de lotissement : la population locale identifie le site à une motte médiévale,. Celui-ci possède un renflement d'une hauteur de 2,50 m. Le site est considéré comme retrouvé par la photographie aérienne en 1977 par Elisabeth Deniaux.

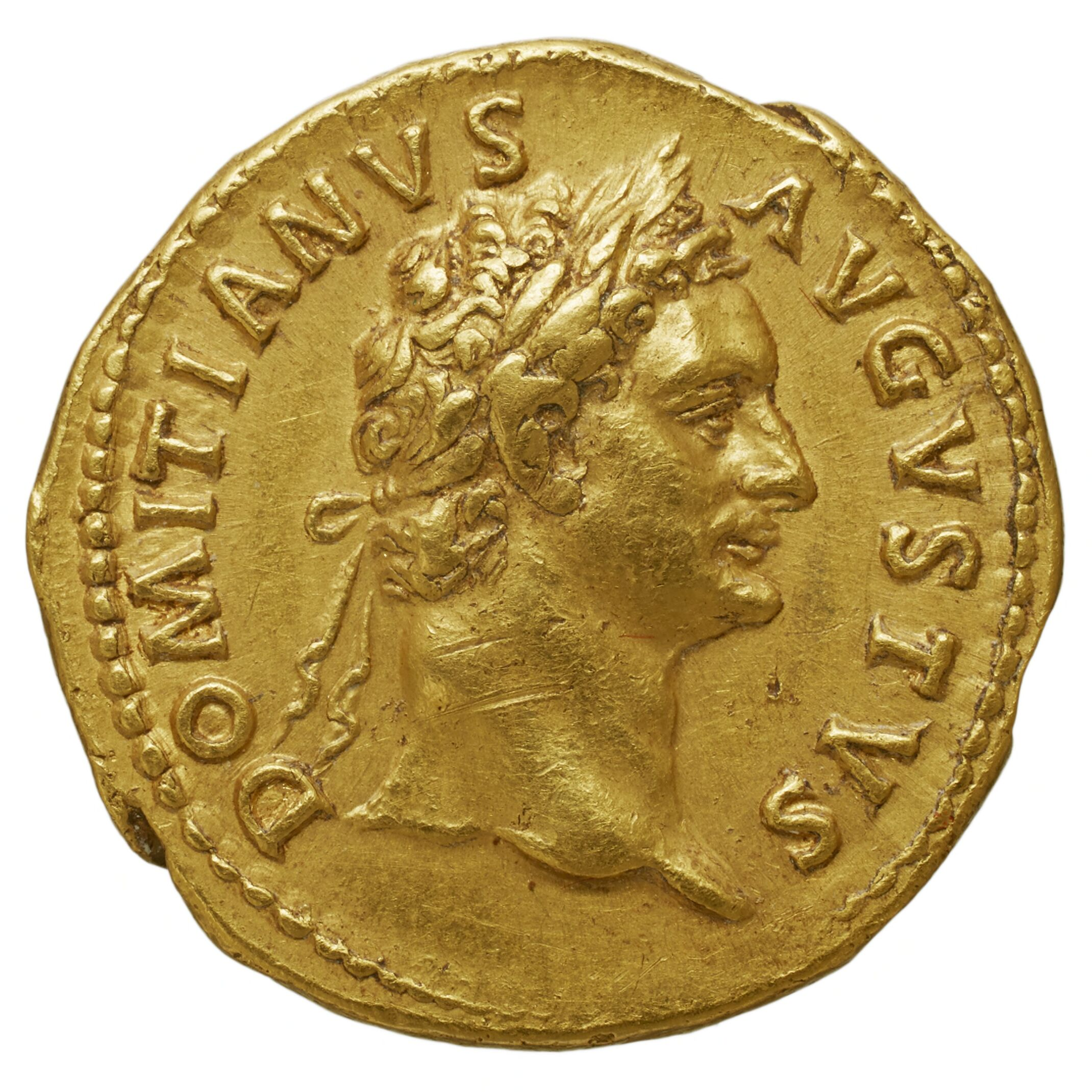
Aureus de Domitien conservé à la BnF, image d'illustration.

Des fouilles partielles ont lieu au printemps 1977, à la tarière, puis une dizaine de sondages sont effectués. Le mobilier retrouvé lors de ces fouilles est qualifié de pauvre : des monnaies de Domitien à Hadrien, des tessons de céramique commune ou de Lezoux. Les fouilles permettent de dégager 1 600 tessons. Un aureus de Domitien est retrouvé en 1981. Cette pièce d'or est désormais conservée au musée des antiquités de Rouen, ; des éléments retrouvés dans les fouilles de la nécropole sont conservés au même endroit.

## Description

### Configuration générale
L'édifice est « un théâtre rural gallo-romain ». L'édifice est édifié sur un monticule de terre ajoutée, il appartient au type dit theatrum exaggeratum. Les bâtisseurs ont veillé à alterner les couches meubles et les couches fermes lors de l'élaboration du remblai.
Les fondations de pierres sèches, de silex et de mortier sont larges d'1 m. Les murs sont réalisés en silex et de tuf et larges de 0,90 m.
L'édifice possède peut-être une entrée latérale sur son angle nord-est, une porte large de 4 m. Une porte située à l'opposé a sans doute été détruite lors de la construction de la route. L'hémicycle est orienté vers le nord.
La cavea possède un diamètre de 75 m et un mur rectiligne de 60 m,, peut-être le mur de scène. Les fondations de celui-ci sont conservées sur 15 m. Les parties supérieures de la cavea se sont effondrées vers l'extérieur.
La cavea possède une pente de 8 degrés,. Les gradins sont en bois. Ces gradins sont peut-être soutenus par des poutres fichées dans le sol dont des trous ont peut-être été retrouvés lors des fouilles, même si le fouilleur reste très prudent. Les gradins ont aussi pu être enfoncés dans les murs radiaux. Un mur retrouvé vers le milieu de la cavea n'a pu être formellement identifié comme lié au vomitoire ou comme base d'une charpente pour les gradins.
Le mur d'enceinte, fait de moellons de forme rectangulaire ou carrée, mesurait au moins 6 m de haut et avait une largeur de 0,90 m. Le mur extérieur de l'édifice dépassait de 2 m le sommet de la cavea. Deux contreforts inachevés sont retrouvés lors des fouilles, dont la longueur était 1,65 m. La destruction des contreforts est interprétée comme un repentir lors de la construction.
L'orchestra, circulaire ou subcirculaire, mesure 26 m de rayon.
Aucun élément de décor n'est retrouvé, à l'exception d'une base fragmentaire de colonne trouvée en remploi.

### Spécificités
Le plan de l'édifice ne présente « aucune caractéristique qui puisse surprendre » et le plan est similaire à celui des « petits théâtres ruraux ». L'édifice est « difforme » (notamment le mur extérieur de la cavea) selon Michel Matter et ce caractère est dû à des moyens modiques et aux compétences des bâtisseurs : ceux-ci se sont adaptés au contexte local par une réalisation rustique, avec des matériaux de construction locaux et l'utilisation importante du bois.
Selon le fouilleur, ce type d'édifice n'a pu servir de façon certaine d'amphithéâtre, en tout cas pas l'édifice de Canouville : l'arène n'est pas creusée et les gradins descendent dans l'« orchestra ». L'historiographie a peut-être trop vite classé les édifices ruraux dans la catégorie des « théâtres-amphithéâtres ».
Aucune brique n'a été utilisée lors de l'édification, ce qui est anormal « pour une construction de la seconde moitié du IIe siècle » et l'édifice présente « une extrême rusticité ».

### Interprétation
La Gaule du nord-ouest a livré un grand nombre de théâtres et de thermes. Ces édifices typiques de la civilisation romaine devaient contribuer à la romanisation des campagnes gauloises. Le théâtre est un des éléments de diffusion de la romanisation.
Un tel édifice est très coûteux et possède toutes les caractéristiques d'une « construction ostentatoire », il est lié à des fêtes religieuses. Le théâtre de Canouville doit peut-être être interprété comme « un des éléments d'un site sanctuaire de hauteur », où se serait trouvé un temple. Il y avait peut-être un temple ou un fanum sur le plateau, ce qui a favorisé le choix de ce site. Les fana de hauteur sont étudiés par Léon de Vesly (1844-1920). La proximité de l'église dédiée à Notre-Dame est également un indice d'une telle localisation.
Il n'y a pas eu de ville à Canouville selon les fouilleurs du théâtre, le site a pu être un « sanctuaire rural », un « embryon urbain » ou uniquement un « ensemble monumental ». Le site de Cany, actuelle commune de Cany-Barville, est considéré comme « un petit chef-lieu » à l'époque gallo-romaine, Jacques Le Maho et Jean-Marie Nicolle évoquent « deux sites à vocations différentes et semble-t-il complémentaires », un site commercial dans la vallée et un autre en hauteur. Jérôme Spiesser évoque pour sa part « une agglomération gallo-romaine ». Le même écarte l'hypothèse d'une agglomération à Cany-Barville et rattache les vestiges de cette commune à celle de Canouville.

#### Ouvrages généraux
- Gilbert Charles-Picard, « Les théâtres ruraux de Gaule », Revue archéologique,‎ 1970, p. 185-192.
- Elisabeth Deniaux, Claude Lorren, Pierre Bauduin et Thomas Jarry, La Normandie avant les Normands, de la conquête romaine à l'arrivée des Vikings, Rennes, Ouest-France, 2002 (ISBN 9782737311178). .
- Philippe Fajon et Thierry Lepert, « Voies romaines : réalité ou fiction ? », Bulletin de la société libre d'émulation de la Seine Maritime,‎ 1998, p. 17-30. .
- Jean-Claude Golvin, Le théâtre romain et ses spectacles, Lacapelle-Marival, Archéologie nouvelle, 2013, 153 p. (ISBN 979-10-91458-06-1).
- Claude Groud-Coudray, La Normandie gallo-romaine, Cully, OREP éditions, 2007, 31 p. (ISBN 978-2-915762-18-1).
- Michel Matter, « Particularités architecturales des édifices de spectacles en Gaule Lyonnaise », Spectacula 2. Le théâtre antique et ses spectacles. Actes du colloque tenu au Musée archéologique Henri Pradès de Lattes les 27, 28, 29 et 30 avril 1989,‎ 1992, p. 29-36. .
- Isabelle Rogeret, La Seine-Maritime, Paris, Académie des inscriptions et belles-lettres, coll. « Carte archéologique de la Gaule » (no 76), 1997 (ISBN 2-87754-055-3), p. 498-500.
- (en) Frank Sear, Roman theatres : An architectural study, Oxford, Oxford University Press, 2006, 609 p. (ISBN 978-0-19-814469-4, lire en ligne). .
- Collectif, Le Patrimoine des Communes de la Seine-Maritime, t. I, Éditions Flohic, coll. « le patrimoine des communes de France », 1997 (ISBN 2842340175), p. 214. .

#### Ouvrages sur la Haute-Normandie dans l'antiquité ou le théâtre
- Laurence Éloy-Épailly, « Les agglomérations du nord-est de la Normandie (Eure et Seine-Maritime) durant l'Antiquité tardive », Annales de Normandie, vol. 2022/72,‎ 2022, p. 331-367. .
- Jacques Le Maho et Jean Nicolle, « Le théâtre gallo-romain de Canouville (Seine-Maritime) », Gallia - Fouilles et monuments archéologiques en France métropolitaine, vol. 37 (2),‎ 1979, p. 237-246 (lire en ligne, consulté le 13 mai 2024). .
- Michel Mangard, « Circonscription de Haute Normandie », Gallia - Fouilles et monuments archéologiques en France métropolitaine, vol. 36, no 2,‎ 1978, p. 295-313 (lire en ligne, consulté le 1er mai 2024). .
- Michel Matter, « Théâtres-amphithéâtres et théâtres ruraux », Dossiers Histoire et Archéologie - Archeologia, vol. 134,‎ 1989, p. 46-49. .
- Jérôme Spiesser, « Les villes antiques de la basse vallée de la Seine : premier bilan », Aremorica. Études sur l’ouest de la Gaule romaine, vol. 10,‎ 2021, p. 7-24 (lire en ligne, consulté le 12 mai 2024). .